# Touroulia guianensis
Espèce
Classification phylogénétique
Statut de conservation UICN

 LC  : Préoccupation mineure
Synonymes
Selon GBIF (11 avril 2022) :
- Robinsonia guianensis (Aubl.) J.F.Gmel.
- Robinsonia melianthifolia Willd.
- Touroulia solitaria Stokes

Touroulia guianensis est une espèce de plantes à fleurs de la famille des Ochnaceae (anciennement des Quiinaceae), et qui est l'espèce type du genre Touroulia Aubl.. C'est un arbuste ou un petit arbre originaire d'Amérique du Sud.
L'espèce est connue en Guyane sous les noms de Bois macaque, Bois flambeau (Créole), Touroulier de la Guyane (Français), Yooka wiwii (nom générique, "âme-feuille" en Nenge tongo), Mongui oudou [monki-oedoe, mangui-oedoe] (Nenge tongo), Yoyo mosi, Palmito ou Oulatalheua.
On rapporte le nom de Redi-oedoe au Suriname.

## Description
Touroulia guianensis est un arbre atteignant 10-15(–30) m de haut, pour 60 cm de diamètre.
Ses rameaux sont cylindriques, lenticellés, finement et nettement poilus, glabrescents.
Son écorce est épaisse et ridée.
Son bois lourd (densité : 0,91) est de couleur brun foncé, légèrement rougeâtre et un peu veiné.
Les feuilles sont opposées, composées imparipennées (aussi bien sur les juvéniles que sur l'arbre adulte), chartacées ou subcoriaces, longues de 15 à 25 cm, à rachis ailé par les pennes décurrente.
Les 3-5 paires de pennes (7-11 folioles) sont opposées, sessiles, de forme étroitement oblongue ou oblongue-lancéolée, longues de 5 à 15 cm pour 1,5 à 4 cm de large, acuminées-cuspidées à l'apex, et à base arrondie et décurrente.
On compte 10 à 20 paires de nervures secondaires saillantes sur les deux faces (surtout dessous), arquées vers le haut près de la marge, et finissant en denticules courbes dans la marge.
Les nervures tertiaires sont courbées de manière géniculée vers le milieu des zones intercostales.
Le pétiole est long de 4-7 cm, finement pubérulent, dans la partie supérieure étroitement ailé par les limbes décurrents.
Le rachis est finement pubérulent.
Les stipules sont précocement caduques (non visibles), laissant un relief entre les feuilles.
Les inflorescences sont terminales, longues de 10–15 cm, en grappes composées, velues roussâtres, à rameaux latéraux entourés de bractées, formant des involucres avec leurs stipules, formées de fleurs sessiles ou presque groupées par 8-10 à l'aisselle de bractées.
On distingue des inflorescences dont toutes les fleurs sont staminées, ou avec toutes les fleurs bisexuées.
Les inflorescences staminées (mâles), sont des grappes composées longues de 15 à 20 cm, avec des rameaux latéraux étalés longs de 5 à 1,2 cm, sous-tendus par des bractées triangulaires finement pubescentes, qui forment un involucre avec leurs grandes stipules largement triangulaires.
Les fleurs staminées sont petites (4-5 mm de diamètre), sessiles ou subsessiles, groupées par 8-10, et formant des glomérules à l'aisselle de petites bractées triangulaires, portées sur des branches assez densément couvertes de courts poils brunâtres.
Les 5 sépales sont imbriqués, unis à la base, courtement poilus à l'extérieur.
Les 5 pétales sont cuculés, plus longs que les sépales, glabres, concaves, de couleur jaune pâle.
On compte environ 60 étamines, avec des filets longs d'environ 1 mm, et des anthères de 0,3 X 0,45 mm, à cellules étalées et à connectif large.
Les inflorescences bisexuées sont plus petites, avec des fleurs dioïques, petites, sessiles ou presque, de ≤ 10 mm de diamètre.
Le calice verdâtre à 5 segments imbriqués, unis à la base, 5 pétales jaunes, et environ 60 étamines à filet filiforme dans les fleurs mâles.
Les fleurs pistillées portent 5 sépales, 5 pétales de couleur jaune pâle, environ 60 étamines, et un ovaire à 7 loges uni-ovulées. 
Le fruit réputé comestible, est bacciforme, non déhiscente, vivement colorée jaune orangé, plus ou moins globuleux, obovoïde, ou elliptique, mesurant 2-2,5 x 2 cm, à 7 loges, sillonné longitudinalement, couronné par les segments du calice.
L'exocarpe est peu épais (0,1 à 0,2 cm), assez résistant, et longitudinalement sulqué.
Le mésocarpe est pulpeux, peu épais (0,2 à 0,3 cm), mou, translucide.
Il contient 5 à 6(7) graines ou moins oblongues, ellipsoïdes, comprimées sur les deux faces et convexes sur le dos, couvertes d'un tégument vileux brun roux, longues de 1-2 cm pour 5-6 cm de large,,,,,.

## Répartition
Touroulia guianensis est présent au Venezuela (Bolívar, Amazonas), au Guyana, au Suriname, en Guyane, et au Brésil.

Touroulia guianensis est répandu, tandis que Touroulia amazonica est beaucoup plus rare.

## Écologie
Touroulia guianensis pousse au Venezuela dans les forêts sempervirentes de plaine de basse montagne, les forêts anciennes et secondaires, sur sol préférentiellement sableux, autour de 200–700 m d'altitude,.
En Guyane, c'est un arbre moyen du sous-étage à la canopée, présent dans les forêts anciennes de terre ferme (non inondées).
Touroulia guianensis peut être multiplié par graines.
La nervation et l'histologie de Touroulia guianensis ont été étudiées. Les stomates sont paracytiques. Le mésophylle de Touroulia guianensis contient des cellules cristarques (amas de cellules cristallifères à épaississement en forme de U).
Touroulia guianensis est l'hôte d'insectes galligènes.
Une étude phylogénétique de Touroulia guianensis indique que le genre Tourouliaest un groupe frère de Lacunaria.

## Utilisations
La pulpe du fruit, acide mais de goût agréable, peut être consommée crue.

## Chimie
Le bois de Touroulia guianensis contient de la 2,6-dimethoxy-p-benzoquinone, du friedelan-3∝-ol, de la friedeline, du sitostérol, de la β-sitostenone, et du syringaresinol.

## Protologue
En 1775, le botaniste Aublet propose le protologue suivant : 

« Touroulia Guianenſis. (Tabula 194.)
Arbor trunco quadraginta & quinquaginta-pedali, hi ſummitate ramoſo ; ramis & ramulis tetragonis, rectis, nodoſis, hinc & indè ſparſis. Folia oppoſita, petiolata, imparipinnata ; foliolis oppoſitis-, ſeſſilibus, quatuor ab utroque latere coſtæ alatæ adnexis. Foliola ovato-oblonga, acuta, dentata; denticulis acutis, inferiora ſuperioribus minora. Stipulæ geminæ, breves, flavæ, ad baſim petiolorum, Flores racemoſi, terminales, racemulis oppoſitis. Bracteæ geminæ, flavæ, ad baſim pedicellorum & ramuſculorum.
Florebat Novembri, fructum ferebat Maio.
Habitat in ſylvis Sinémarienſibus, & ad ripam amnis Galibienſis.
Nomen Caribæum TOUROULIA.

LE TOROULIER de la Guiane. (Tabula 194.)
Cet arbre s'élève fort haut. Son tronc a quarante ou cinquante pieds de longueur, & environ deux pieds de diamètre. Son écorce eſt épaiſſe & ridée. Son bois eſt rouſſâtre. Du ſommet de ce tronc partent pluſieurs longues branches rameuſes, qui s'étendent de tous côtes, les unes droites, & les autres horiſontales. Les rameaux ſont à quatre angles, noueux & garnis à chaque nœud de deux feuilles oppoſées avec deux petites stipules intermédiaires. Ces feuilles ſont ailées, à deux rangs de folioles, oppoſées, terminées par une impaire. Chaque rang de folioles eſt de quatre. Ces folioles ſont vertes, liſſes, ſeſſiles, ovales, dentelées, pointues, & partagées par une nervure ſaillante en deſſous, de laquelle naiſſent pluſieurs latérales qui aboutiſſent a chaque dentelure, laquelle ſe terminé par un filet aigu. Les folioles ſont portées ſur une côte creuſée en gouttiere en deſſus, bordée de chaque cote d'un feuillet qui eſt un prolongement de chaque foliole. Cette côte a ſix pouces de longueur ; les plus grandes folioles ont cinq pouces de longueur, ſur un & demi de largeur. De l'extrémité des rameaux naît une grande grappe de fleurs dont les branches ſont oppoſées, & garnies à leurs baſes de deux stipules jaunes ainſi que les rameaux. Ces rameaux portent des bouquets de fleurs preſque ſeſſiles. 
Le calice eſt garni à ſa naiſſance de deux petites stipules. Il eſt d'une ſeule pièce, de forme conique, découpé en ſon limbe en cinq petites parties verdâtres. 
La corolle eſt à cinq pétales jaunes, arrondis, concaves, attaches par un onglet entre les divisions du calice. 
Les étamines ſont en grand nombre, rangées au deſſous de l'inſertion des pétales, autour de la partie ſupérieure de l'ovaire. 
Leurs filets ſont grêles, & l'anthère eſt à deux bourſes a moitié ſéparées par le bas. 
Le piſtil eſt un ovaire qui fait corps avec le fond du calice ; il eſt convexe, ſurmonté d'un stigmate oblong & ſtrié. 
L'ovaire, conjointement avec le calice, devient une baie couronnée par les pointes du calice. Elle eſt rouſſâtre, ſtriée, d'un goût agréable & acide. Elle eſt a ſept loges ſéparées par des cloiſons membraneuſes. Chaque loge contient une semence oblongue, comprimée ſur deux faces, & convexe ſur le dos. Elle eſt couverte d'un duvet rouſſâtre. 
L'on a groſſi un peu la fleur. Le fruit eſt repréſenté dans ſa forme naturelle. 
J'ai trouvé cet arbre dans les forêts déſertes qui ſont voiſines de la rivière de Sinémari, à plus de quarante lieues de ſon embouchure. Il étoit en fleur dans le mois de Novembre. J'en ai cueilli enſuite le fruit en maturité dans le mois de Mai, étant ſur les bords de la crique des Galibis, & peu éloigné de ſa ſource. 
Cet arbre eſt nommé TOUROULIA par les Galibis. »

— Fusée-Aublet, 1775.